# Municipio de McLean
El municipio de McLean (en inglés: McLean Township) es un municipio ubicado en el condado de Shelby en el estado estadounidense de Ohio. En el año 2010 tenía una población de 3245 habitantes y una densidad poblacional de 37,44 personas por km².

## Geografía
El municipio de McLean se encuentra ubicado en las coordenadas 40°21′58″N 84°21′2″O / 40.36611, -84.35056. Según la Oficina del Censo de los Estados Unidos, el municipio tiene una superficie total de 86.67 km², de la cual 83,44 km² corresponden a tierra firme y (3,73 %) 3,23 km² es agua.

## Demografía
Según el censo de 2010, había 3245 personas residiendo en el municipio de McLean. La densidad de población era de 37,44 hab./km². De los 3245 habitantes, el municipio de McLean estaba compuesto por el 99,51 % blancos, el 0,06 % eran afroamericanos, el 0,03 % eran amerindios, el 0,09 % eran asiáticos, el 0,03 % eran de otras razas y el 0,28 % eran de una mezcla de razas. Del total de la población el 0,43 % eran hispanos o latinos de cualquier raza.